# Municipio de Brookville (Minnesota)
El municipio de Brookville (en inglés: Brookville Township) es un municipio ubicado en el condado de Redwood en el estado estadounidense de Minnesota. En el año 2010 tenía una población de 224 habitantes y una densidad poblacional de 2,42 personas por km².

## Geografía
El municipio de Brookville se encuentra ubicado en las coordenadas 44°19′7″N 94°55′32″O / 44.31861, -94.92556. Según la Oficina del Censo de los Estados Unidos, el municipio tiene una superficie total de 92.72 km², de la cual 92,71 km² corresponden a tierra firme y (0,01 %) 0,01 km² es agua.

## Demografía
Según el censo de 2010, había 224 personas residiendo en el municipio de Brookville. La densidad de población era de 2,42 hab./km². De los 224 habitantes, el municipio de Brookville estaba compuesto por el 100 % blancos. Del total de la población el 0 % eran hispanos o latinos de cualquier raza.